# 미국 의회조사국
미국 의회조사국(美國議會調査局, 영어: Congressional Research Service, CRS)은 100여 년의 역사를 지닌 초당파적 연구기관으로서, 미국 의회의 공식적인 싱크탱크이다.
1970년 미국 의회도서관 내 `입법참조국'을 '의회조사국'(CRS)으로 개칭, 분석·연구 능력을 확대해 행정적 독립성을 부여하면서 탄생했다.
변호사, 생물학자, 경제학자 등 각 분야 전문가 800여 명이 만드는 CRS 보고서는 미국 의회의 정책이나 법안에 직접적인 영향을 미친다.
의회조사국(CRS)은 의회예산처(CBO), 미국 연방회계감사원(GAO), 기술평가원(OTA)과 함께 미국 의회의 4대 입법보조기관 중 하나이다.
2006년 10월 18일, 미국 의회조사국(CRS) 소속의 한 연구원이 개성공단사업의 자료수집을 위해 대한민국 통일부에 예고 없이 방문, 면담을 요청하여 통일부가 발칵 뒤집혔다.

## 대한민국
2007년 11월, 미국 의회조사국을 벤치마킹하여, 대한민국 국회에도 동일한 기관인 국회입법조사처를 설립하였다.